# Radosław Gajek
Radosław Gajek (ur. 26 kwietnia 1998 w Grudziądzu) – austriacki szachista polskiego pochodzenia, mistrz międzynarodowy od 2014 roku.

## Kariera szachowa
Radosław Gajek rozegrał swój pierwszy turniej w wieku ośmiu lat. Szybko zaczął odnosić pierwsze sukcesy. W roku 2007 zagrał pierwszy raz w Mistrzostwach Polski Juniorów do lat 10. Był wielokrotnym mistrzem województwa kujawsko-pomorskiego oraz makroregionu juniorów. W roku 2011 uzyskał tytuł kandydata na mistrza. Współpracował ze znanymi trenerami, m.in. mistrzem międzynarodowym Zbigniewem Szymczakiem i arcymistrzem Andrijem Maksymenką. W 2011 roku został pierwszy raz mistrzem Polski juniorów w szachach klasycznych (w kategorii do 14 lat) w Suwałkach, co dało mu awans do Mistrzostw Świata Juniorów w Caldas Novas w Brazylii. W tym samym roku został też brązowym medalistą Mistrzostw Polski w szachach błyskawicznych do lat 12 w Warszawie (wcześniej był w roku 2008 do lat 10 w szachach szybkich w Lublinie oraz w 2010 do lat 12 w Warszawie). W 2012 roku został po raz drugi mistrzem Polski juniorów w szachach klasycznych do lat 14 w Solinie, dzięki czemu reprezentował Polskę na Mistrzostwach Europy Juniorów do lat 14 w Pradze i Mistrzostwach Świata Juniorów do lat 14 w Mariborze. W roku 2013 na tradycyjnym turnieju Cappelle-la-Grande we Francji wypełnił pierwszą normę na tytuł mistrza międzynarodowego i przekroczył ranking 2300. W tym samym roku otrzymał tytuł mistrza FIDE oraz został mistrzem Polski juniorów do lat 16 w szachach szybkich i błyskawicznych w Olsztynie (wcześniej wywalczył brąz w tych obydwu konkurencjach w roku 2010 do lat 12). Również w 2013 po raz pierwszy w karierze wystąpił w finale indywidualnych mistrzostw Polski, rozegranym w Chorzowie. W 2014 zdobył w Jastrzębiej Górze tytuł mistrza Polski juniorów do 16 lat, podzielił I m. (wspólnie z Wadymem Szyszkinem) w turnieju Krynica Open oraz podzielił III m. (za Kamilem Dragunem i Jackiem Tomczakiem, wspólnie z Witalijem Koziakiem) w kołowym turnieju w Nakle nad Notecią, zdobywając drugą normę na tytuł mistrza międzynarodowego. Oprócz tego zdobył w Jassach srebrny medal drużynowych mistrzostw Europy juniorów do 18 lat, a podczas otwartego turnieju w Dreźnie wypełnił trzecią normę na tytuł mistrza międzynarodowego. W 2015 zdobył w Karpaczu brązowy medal mistrzostw Polski juniorów do 18 lat. W sierpniu 2018 w międzynarodowym turnieju w Dreźnie zdobył pierwszą normę arcymistrzowską.
Obecnie  zajmuje z rankingiem ELO 2471 9. miejsce wśród austriackich szachistów. Jest też szachowym trenerem i nosi tytuł FIDE Instructor